# J. V. Martin
Martin Viktor Jeppesen dit J. V. Martin ou Jeppesen Viktor Martin (Randers, 28 septembre 1930 - 14 juillet 1993) est un artiste danois, qui fut entre autres membre de l'Internationale situationniste.

## Biographie
J. V. Martin, encore étudiant, est militant au sein de la Jeunesse communiste du Danemark (Danmarks Kommunistiske Ungdom, DKU). Il fait ses débuts en 1957 en tant que peintre avec une exposition dans une galerie de Randers. En 1959, il participe à la création d'une branche danoise de l'association Aspect, qui vise à créer un forum commun pour les forces innovantes en architecture, arts visuels, danse, cinéma, littérature, musique et théâtre. Par l'intermédiaire du petit frère d'Asger Jorn, Jørgen Nash, il rejoint l'Internationale situationniste (I.S.) en 1962. Après l'exclusion de Nash et de plusieurs autres membres en mars 1962, tous pouvoirs sont délégués à J.V. Martin pour représenter l'I.S. dans la zone que couvrait la section scandinave. Il est l'un des rares membres encore présent peu de temps avant la dissolution de l'I.S. en avril 1972 ; sa nouvelle compagne d'alors est Maria Supak, qui avait traduit avec Fredy Perlman la version américaine de La Société du spectacle,.
Martin a décrit son approche de l'art comme un « nouvel irréalisme », une forme d'expressionnisme abstrait à la fois coloré et quelque peu chaotique. Il a utilisé une variété de médiums, notamment l'huile, l'acrylique, l'émail, la gouache, le crayon, le collage et la lithographie, ainsi que des médiums mixtes
Martin a entre autres organisé avec Michèle Bernstein, Guy Debord et Jan Stijbosch, l'exposition Destruction of The RSG-6 à Odense en juin-juillet 1963, où il a exposé une série de peintures, détournement de pop-art, intitulées cartographies thermonucléaires (Thermonukleare kartografier) esquissant une représentation des différentes régions du monde après le déclenchement d'une Troisième Guerre mondiale,.
En mars 1965, il est arrêté par les autorités danoises après que sa maison située à Randers a explosé, et qualifié de pyromane,.
En 1967, il organise l'exposition Operation Playtime à Aarhus, qui consiste en une série d'« anti-peintures ». Le groupe suédois Gyllene Flottan, un temps proche de l'I.S., est né à la suite de cette exposition.
Après 1972, il se rapproche à nouveau de Nash et de Jens Jørgen Thorsen et poursuit ses activités artistiques.
Dans les années 1980, il produit une suite de lithographies intitulée Sexografiske tanker.